# Royaume d'Adria
Le royaume d'Adria est le nom du royaume que l'antipape Clément VII, réfugié dans le royaume de Naples, avait promis au duc d'Anjou, Louis, le 17 avril 1379, si ce dernier parvenait à chasser le pape Urbain VI. Il doit son nom à la ville italienne d'Adria, située dans l'actuelle province de Rovigo, en Vénétie.
Louis d'Anjou, frère du roi de France Charles V, s'était offert à venir en armes au secours de Clément VII. Il demandait en retour que le pape créât pour lui un royaume italien, relevant du Saint-Siège, comme celui de Naples. Clément accepta et constitua en 1379 le royaume d'Adria, qui devait être constitué d'une partie des États pontificaux. Il devait comprendre « les provinces de la marche d'Ancône, de la Romagne, du duché de Spolète, de Massa Trabaria, ainsi que les villes de Bologne, Ferrare, Ravenne, Pérouse et Todi, avec leurs comtés, territoires et districts. »
La bulle  par laquelle ce royaume était créé fut tenue secrète et resta sans effets. Les troupes de Clément VII furent battues quelques jours après à Marino par celles du pape de Rome. Leurs chefs, parmi lesquels Bernardon de la Salle tombèrent aux mains du vainqueur Alberico da Barbiano. Clément fut contraint de fuir et d'établir son siège à Avignon.
Si le duc d'Anjou n'eut pas à venir conquérir son futur royaume, il acquit, dès l'année suivante, des droits, bien réels cette fois, sur le royaume de Naples.